# Karin Nilsdotter (entreprenör)
Karin Maria Nilsdotter, född 25 april 1975 i Skövde är en svensk entreprenör inom besöksnäring och rymdturism. Hon leder sedan 2007 satsningen Spaceport Sweden och är sedan 2012 vd för Spaceport Sweden AB. Hon är en av Sveriges mest synliga opinionsbildare inom kommersiell rymdfart. År 2014 fick hon utmärkelsen Årets teknikkvinna.